# Stanisław Macikowski
Stanisław Macikowski (ur. 18 października 1954 w Łobdowie, zm. 2 stycznia 2022) – polski rolnik i polityk, poseł na Sejm PRL IX kadencji.

## Życiorys
Syn Tadeusz i Cecylii. W 1972 ukończył Zasadniczą Szkołę Rolniczą w Wąbrzeźnie. W tym samym roku wstąpił do Polskiej Zjednoczonej Partii Robotniczej, w której był I sekretarzem POP w Łobdowie, a także członkiem egzekutywy Komitetu Gminnego w Dębowej Łące (od 1979, w 1981 został jego sekretarzem ds. rolnych, a w 1989 I sekretarzem) i Wojewódzkiego w Toruniu (od 1984). Należał także do Związku Młodzieży Wiejskiej, Związku Socjalistycznej Młodzieży Polskiej, Ochotniczej Rezerwy Milicji Obywatelskiej oraz do Ludowych Zespołów Sportowych. Od 1978 prowadził własne gospodarstwo rolne. Zasiadał w Gminnej Radzie Narodowej w Dębowej Łące. W latach 1985–1989 pełnił mandat posła na Sejm PRL IX kadencji w okręgu Toruń z ramienia PZPR, zasiadając w Komisji Rolnictwa, Leśnictwa i Gospodarki Żywnościowej.
Prezes Zarządu Oddziału Gminnego Ochotniczej Straży Pożarnej w Dębowej Łące.
W 2001 odznaczony Złotym Krzyżem Zasługi, otrzymał też Złoty Medal „Za Zasługi dla Pożarnictwa” oraz w 2011 Złoty Znak Związku Ochotniczych Straży Pożarnych Rzeczypospolitej Polskiej.
Pochowany 7 stycznia 2022 na cmentarzu w Łobdowie.